# Per amore e per vendetta
Per amore e per vendetta (Love, Cheat & Steal) è un film statunitense del 1993 scritto e diretto da William Curran.

## Trama
Paul Harrington pensa di avere una moglie perfetta, eppure dietro il viso di Lauren si nasconde una persona malvagia che ha mandato in prigione il suo ex compagno Reno Adams. Reno esce di prigione dopo sette anni e intende vendicarsi di Lauren, seducendola.